# André-Frédéric Eler
André-Frédéric Eler (ook: Andreas-Friedrich Heller en Andreas-Friedrich Eler) (in de Elzas, 1764 - Parijs, 29 april 1821) was een Franse componist en muziekpedagoog.

## Levensloop
Eler ging vermoedelijk al in zijn jonge jaren naar Parijs, waar hij al spoedig op velerlei wijze en met groeiende waardering aan het Institut National de Musique - het latere Conservatoire national supérieur de musique - werkte. Op 15 augustus 1789 werd zijn Scène française op het Concert Spirituel gezongen.
Aan het Conservatoire national supérieur de musique van Parijs werkte hij als bibliothecaris van 1795 tot 1797, als leraar voor begeleiding van 1798 tot 1800, als docent voor solfège van 1800 tot 1801 en contrapunt van 1816 tot 1821.
Hier componeerde hij onder andere talrijke, in hun opmerkelijk contrapuntische manier van schrijven aansprekende werken voor blazers, die ook voor de leerlingen van het conservatorium gedacht waren. Uit zijn bezigheid gedurende zijn laatste levensjaren met de composities van de meesters uit de 16e eeuw ontstond een zevental boeken omvattende verzameling van deze werken, die onder de betekening Collection Eler in de Bibliothèque du Conservatoire bewaard werd.

## Composities

### Werken voor orkest
- Sinfonia concertante voor fluit, klarinet, fagot, hoorn en orkest

### Werken voor harmonieorkest
- Ouverture
- Ode avec le Situation de la République en mai 1799

### Muziektheater

#### Opera's
| Voltooid in | titel                              | aktes   | première                               | libretto                        |
| ----------- | ---------------------------------- | ------- | -------------------------------------- | ------------------------------- |
| 1798        | Apelle et Campaspe                 | 1 akte  | 12 juli 1798, Parijs, Opéra Garnier    | Charles Albert Demoustier       |
| 1798        | Le Chant des vengeances            | 1 akte  | 7 mei 1798, Parijs, Opéra Garnier      | Claude Joseph Rouget de Lisle   |
| 1801        | L'Habit de la Duchesse de Grammont |         | 8 januari 1801, Parijs                 |                                 |
| 1803        | L'Habit du Chevalier de Grammont   | 1 akte  | 6 december 1803, Parijs, Opéra-Comique | Jacques M. Bins de Saint-Victor |
|             | La Forêt de Brama                  | 3 aktes |                                        | H. Bourdic-Viot                 |

### Kamermuziek
- 1795 Drie kwartetten voor strijkers opus 2
- 1807 Trio in F-groot opus 9 Nr. 1, voor fluit, klarinet en fagot
- 1807 Trio C-groot opus 9 Nr. 2, voor fluit, klarinet en fagot
- 1807 Trio d-klein opus 9 Nr. 3, voor fluit, klarinet en fagot
- Concerto voor hobo en strijkkwartet
- Six Sonates voor piano, viool en cello, opus 8
- Quartett no. 3 voor hoorn en strijktrio
- Quartett F-groot opus 6 Nr. 1, voor fluit, klarinet, hoorn en fagot
- Drie kwartetten op. 10 voor twee klarinetten, hoorn en fagot
  1. kwartet in Bes-groot, opus 10 Nr. 1
  2. kwartet in c-klein, opus 10 Nr. 2
  3. kwartet in Bes-groot, opus 10 Nr. 3
- Blazerskwartet in F-groot opus 11 Nr. 1, voor fluit, klarinet, hoorn en fagot
- Blazerskwartet in F-groot opus 11 Nr. 31, voor fluit, klarinet, hoorn en fagot